# Імочениці
Імочениці (рос. Имоченицы) — присілок у Лодєйнопольському районі Ленінградської області Російської Федерації.
Населення становить 78 осіб. Належить до муніципального утворення Альоховщинське сільське поселення.

## Історія
Згідно із законом від 20 вересня 2004 року № 63-оз належить до муніципального утворення Альоховщинське сільське поселення.

## Населення
| 1879 | 1990 | 1997 | 2007 | 2010 | 2014 | 2015 |
| ---- | ---- | ---- | ---- | ---- | ---- | ---- |
| 15   | ↗190 | ↘144 | ↘127 | ↘104 | ↘73  | →73  |
| 2016 |      |      |      |      |      |      |
| ↗78  |      |      |      |      |      |      |